# Giovanni Conti

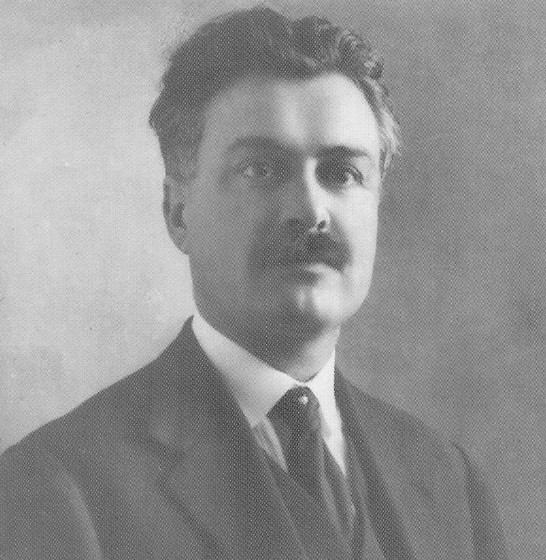
Giovanni Conti

Giovanni Conti (* 17. November 1882 in Montegranaro; † 1. März 1957 in Rom) war ein italienischer Jurist, Publizist und Politiker (Partito Repubblicano Italiano).

## Biographie
Giovanni Conti trat im Jahre 1898 der Republikanischen Partei Italiens bei, die drei Jahre zuvor gegründet worden war. Im Jahre 1910 wurde er beim 10. Kongress der Partei in Florenz in die Exekutivkommission gewählt.
Zwei Jahre später siedelte er nach Rom über und trat in die Parteidirektion ein. Er nahm von 1916 an am Ersten Weltkrieg teil. Im Jahre 1921 gründete er die Parteizeitung La Voce Repubblicana und das Blatt der Jugendföderation L’Alba Repubblicana. Im selben Jahr wurde er ins Parlament gewählt und 1924 im Amt bestätigt.
Nach der Konsolidierung des Faschismus blieb er in Rom. Als prominenter Antifaschist wurde er zur Zielscheibe gewaltsamer Angriffe; seine Anwaltskanzlei wurde verwüstet, er selbst von 1926 bis 1943 überwacht und mehrmals inhaftiert. Im Vorfeld von Hitlers Staatsbesuch in Italien im Mai 1938 wurden Antifaschisten präventiv festgenommen, so auch Conti. Die dem italienischen Innenministerium unterstellte politische Polizei legte Akten über ihn an.
Nach dem Sturz Mussolinis und dem Ende der deutschen Besatzung Roms begann Giovanni Conti 1943/44 in Rom mit der Reorganisation der Republikanischen Partei, geriet jedoch bald in Konflikt mit Randolfo Pacciardi.
Conti wurde 1948 zum Senator ernannt und zog sich 1950 aus der Politik zurück.

## Gründer und Herausgeber der folgenden Zeitungen und Zeitschriften (Auswahl)
- La Ragione (1907–1910), Tageszeitung
- L’Attesa (1910), nur wenige Ausgaben
- L’Educatore (ca. 1910), für ein junges Publikum
- L’Iniziativa (1912–1920), Wochenzeitung
- La Voce Repubblicana (1921–1926), nach dem Krieg fortgesetzt
- L’Alba Repubblicana (1921–1926), Wochenzeitung der Jungrepublikaner
- La Vigilia (1924)

## Publikationen (Auswahl)
- Il Partito Repubblicano nell‘attuale momento politico, Roma 1921
- Pensiero e azione. Cento anni di lotta repubblicana in Italia, Roma 1917 (2. Aufl. 1921)
- Il Partito repubblicano dalle lotte per l’unità d’Italia al momento attuale, Roma 1944 und 1947
- Controcorrente e copialettere, Roma s.d. (nach 1945)